# さわやか万太郎
『さわやか万太郎』（さわやかまんたろう）は、本宮ひろ志による日本の漫画。『週刊少年ジャンプ』（集英社）において、1978年3・4合併号から1979年39号まで連載された。女系の旧家出身の花見万太郎が「スポーツで活躍する」姿を描く。本作は同誌の元編集長・後藤広喜の主な担当作品のひとつ。
また、本宮の妻のもりたじゅんも、当作品とほぼ同時期に掲載された『硬派銀次郎』と併せて女性キャラによる下絵を手掛けている。スポーツ中継では『硬派銀次郎』（山崎銀次郎）で登場する実況のメガネをかけたヒゲ面の男性が登場する。
2017年、『週刊少年ジャンプ』の創刊50周年を記念して開催された「創刊50周年記念 週刊少年ジャンプ展VOL.1 創刊〜1980年代、伝説のはじまり」にて、創刊から1980年代の作品として本作も展示された。

## 登場人物

### 主要人物
花見 万太郎（はなみ まんたろう）
本作の主人公。私立番学院中学2年生。女系が続く花見家に男児として生まれる。
宮本武蔵を尊敬している。
松平 五月（まつだいら さつき）
松平家に230年ぶりに生まれた女児。
万太郎のフィアンセとなる。

## 用語
花見家（はなみけ）
東京都葛飾区の下町にある江戸時代から続く旧家。代々、女系が続いており、女性が圧倒的に力を持っている。
松平家（まつだいらけ）
花見家とおなじく江戸時代から続く旧家。代々、男系が続いている。

## 書誌情報
- 本宮ひろ志『さわやか万太郎』集英社〈ジャンプ・コミックス〉、全10巻 - 初版にISBNなし
  1. 「花見家の救世主!!の巻」1979年1月10日発売[7]
  2. 「鉄拳には鉄拳!!の巻」1979年4月10日発売[8]
  3. 「万太郎旋風!!の巻」1979年8月10日発売[9]
  4. 「番中ガッツ!!の巻」1979年11月10日発売[10]
  5. 「不死身の万太郎!!の巻」1980年3月10日発売[11]
  6. 「男と男の激突!!の巻」1980年6月10日発売[12]
  7. 「スキー旅行の巻」1980年8月9日発売[13]
  8. 「新たなる挑戦!!の巻」1980年11月10日発売[14]
  9. 「型破りイレブン!!の巻」1981年2月10日発売[15]
  10. 「青春の旅立ち!!の巻」1981年5月9日発売[16]
- 本宮ひろ志『さわやか万太郎』集英社〈ジャンプコミックスデラックス〉、全6巻
  1. 「花見家の救世主!!の巻」1987年8月初版発行、ISBN 4-08-858171-7
  2. 「万太郎旋風!!の巻」1987年9月初版発行、ISBN 4-08-858172-5
  3. 「不死身の万太郎!!の巻」1987年10月初版発行、ISBN 4-08-858173-3
  4. 「男と男の激突!!の巻」1987年11月初版発行、ISBN 4-08-858174-1
  5. 1987年12月初版発行、ISBN 4-08-858175-X
  6. 1988年1月初版発行、ISBN 4-08-858176-8
- 本宮ひろ志『さわやか万太郎』集英社〈集英社文庫〉、全6巻
  1. 2002年6月初版発行、ISBN 4-08-617041-8
  2. 2002年6月初版発行、ISBN 4-08-617042-6
  3. 2002年8月初版発行、ISBN 4-08-617043-4
  4. 2002年8月初版発行、ISBN 4-08-617044-2
  5. 2002年9月初版発行、ISBN 4-08-617045-0
  6. 2002年9月初版発行、ISBN 4-08-617046-9
- 本宮ひろ志『さわやか万太郎』集英社〈SHUEISHA JUMP REMIX〉、全6巻
  1. 「百年目の奇蹟!男万太郎誕生!編」2004年3月発売、ISBN 4-08-106608-6
  2. 「熱闘!死闘!アイスホッケー編」2004年3月発売、ISBN 4-08-106619-1
  3. 「万太郎と五月の別れ!?編」2004年3月発売、ISBN 4-08-106629-9
  4. 「熱球入魂ベースボール編」2004年4月発売、ISBN 4-08-106640-X
  5. 「激闘!野球バトル編」2004年4月発売、ISBN 4-08-106650-7
  6. 「血戦!デスマッチ野球編」2004年5月発売、ISBN 4-08-106660-4